# پاین دیل شورز، سینت کلیر، آلاباما
پاین دیل شورز (به انگلیسی: Pinedale Shores) یک منطقهٔ مسکونی در ایالات متحده آمریکا است که در آلاباما واقع شده‌است. پاین دیل شورز ۱۷۵٫۸۷ متر بالاتر از سطح دریا واقع شده‌است.